# عنفة ويلز

عنفة ويلز هي عنفة من العنفات هوائية تعمل تحت ضغط منخفض بحيث تدور باستمرار في اتجاه اعتمادا علي اتجاه سريان الهواء، وتتسم ريش التوربينة بأنها على شكل جناح حامل متماثلويمكن رؤية تماثليته من مسقط دورانه وتكون الريش عمودية علي سريان الهواء وسميت بذلك الاسم نسبة إلي مُصممها آلان ويلز.
وتم تصميمها من أجل الاستخدام في أنابيب أمواج المياه المستخدمة في تحويل الطاقة الموجية إلي طاقة كهربائية حيث ارتفاع سطح المياه وإنخافضه بسبب الحركة الموجية يقوم بضغط الهواء على شكل تيار موجي، استخدام التوريبنات ذات الاتجاه الثنائي مثل تلك يُجنبنا الحاجة إلي تنقية ومعالجة تيار الهواء باستخدام أنظمة باهظة مثل صمام عدم الرجوع.
وكفاءة تلك التوربينة تكون أقل من التوربينة التي تعمل تحت سريان هواء باتجاه ثابت وتصميم غير متماثل للريش، والسبب الرئيسي لانخفاض الكفاءة فيها هو أن التصميم المتماثل الموجودة في توربينة ويلز يكون لها معامل سحب أكبر من التصميم الغير متماثل حتي لو كانت ظروف التشغيل مثالية.
وكذلك فإن توربينة ويلز تدور جزئيًا بزاوية مواجهة كبيرة (دوران ريش بطئ/نسبة سرعة الهواء) والتي تحدث عند أقصي سرعة للهواء في السريان الموجي، وبزيادة زاوية المواجهة تُسبب الانهيار أي تفقد ريش التوربينة قدرة الرفع الخاصة بها، وتكون كفاءة التوربينة بين 40% و 70%.
وتم تصميم جهاز بسيط لكنه مبتكر بواسطة البروفسير آلان آرثر ويلز في جامعة الملكة في بلفاست في نهايات 1970.

## ملاحظة
هنالك حل لمشكلة عدم الاعتمادية علي السريان ف التوربينة وذلك في توربينة داريوس الهوائية.